# Kali Sylvia Gräfin von Kalckreuth

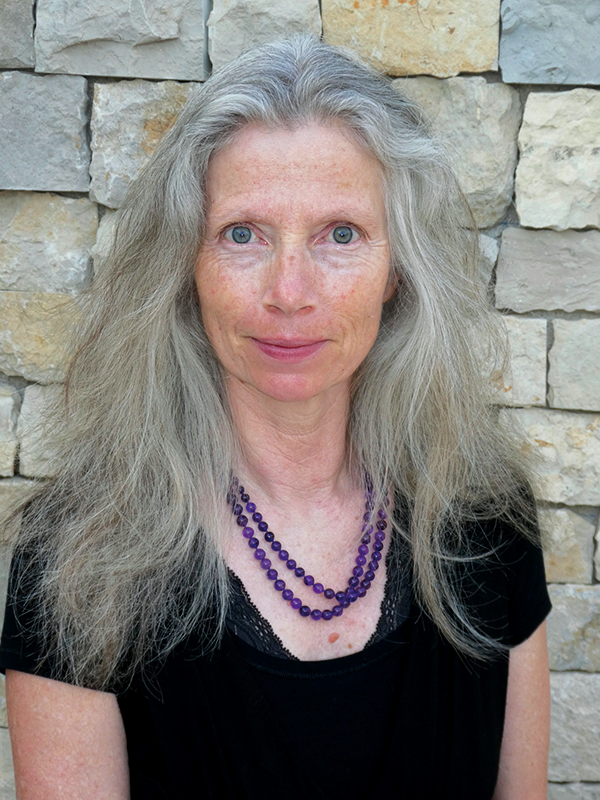
Kali Sylvia Gräfin von Kalkreuth

Kali Sylvia Margot Eusebia Gräfin von Kalckreuth (* 16. April 1959 in Düsseldorf, Nordrhein-Westfalen) ist eine deutsche  Massagelehrerin, Lehrerin für Achtsamkeitsmeditation und Autorin.

## Familie
Kali Sylvia Margot Eusebia von Kalckreuth ist die Tochter des Rechtsanwaltes für deutsches und internationales Wirtschaftsrecht, Joachim Ferdinand Wilhelm Eusebius Graf von Kalckreuth (* 22. März 1915, Petkus, Mark, † 16. August 1990 in Düsseldorf) und seiner ersten Frau Gertrud Sassenroth (* 24. September 1934, Düsseldorf).

## Leben
Sylvia von Kalckreuth studierte von 1979 bis 1981 ostasiatische Kunst und Sinologie an der Universität Bonn. Ab 1981 erlernte sie ganzheitliche Massageansätze, T'ai Chi und Qi Gong. Von 1981 bis 1988 nahm sie an Aus- und Weiterbildungen in Energiearbeit, bioenergetischer Körperarbeit und Atemarbeit in Zürich und Italien an der Michael Barnett Energy University teil. 1989 bis 2015 folgte ein Studium und Praxis der Vipassana Meditation bei Ruth Denison (1922–2015), einer deutsch-amerikanischen Lehrerin des Buddhismus, von der sie 2006 die Lehrerlaubnis für Achtsamkeitsmeditation erhielt. Von 1993 bis 2003 erfolgte eine Fortbildung in der Traumarbeit und Coaching.
Gemeinsam mit Frank B. Leder leitet sie ab 1988 in Frankfurt und seit 1992 in Hofheim am Taunus eine Praxis für Massage und Therapie. Leder und Kalckreuth entwickelten ein eigenes komplementärtherapeutisches Konzept, die TouchLife Massagemethode.
1989 gründete sie zusammen mit Frank B. Leder die TouchLife-Schule; sie entwickelten einen Lehr- und Prüfungsplan und die Definition des Berufsbildes/Verbands für TouchLife Praktiker. Als Massagelehrerin ist von Kalckreuth seit 1989 in der Aus- und Weiterbildung für Massagebehandler tätig.
2010 initiierten Leder und von Kalckreuth die Aktion „Für Menschen, die helfen“. Dabei werden immer am 5. Dezember (internationaler Tag des Ehrenamts) von Behandlern des internationalen TouchLife Massage-Netzwerks Gratisbehandlungen an ehrenamtlich Tätige verschenkt.
Seit 2011 entwickelt von Kalckreuth Rezepturen für Massageöle und Hautbalsame in kbA-Qualität für Massagetherapeuten. Diese werden in Deutschland hergestellt und vertrieben.
2013 veröffentlicht von Kalckreuth die „Glücksgriffe Inspirationskarten“. Dabei handelt es sich um eine Kommunikations-Tool für Coaching und Beratung.

## Veröffentlichungen
- Sylvia von Kalckreuth / Frank B. Leder: TouchLife – Massage, die schön macht, Fit fürs Leben Verlag, 1999, ISBN 3-89881-507-2
- Sylvia von Kalckreuth / Frank B. Leder: Glücksgriffe – Balance für Körper und Geist mit der TouchLife Massage, NaturaViva Verlag, 2009, ISBN 978-3-935407-06-9
- Glücksgriffe Inspirationskarten. Hrsg.: TouchLife-Schule, ISBN 978-3-00-041162-5
- Sylvia von Kalckreuth / Frank B. Leder: Goldene Massageregeln. Natura Viva Verlag, 2016, ISBN 978-3-935407-33-5